# Arkhànguelskoie (Pliassovatka)
Arkhànguelskoie - Архангельское (rus) - és un poble de l'óblast de Vorónej, a Rússia, segons el cens del 2010 tenia 125 habitants. Pertany al municipi de Pliassovatka.